# 王锡 (南梁)
王锡（499年—534年），字公嘏，南朝梁琅邪郡临沂县（今山东省临沂市南）人，是王份之孙、王琳之子。

## 生平
王锡年轻时伶俐好学，被梁武帝所嘉勉。十二岁为国子生，十四岁举为清茂。担任秘书郎，历任太子舍人、太子洗马。与昭明太子萧统情兼师友，以外戚封永安侯。梁武帝普通初年，北魏使刘善明来南朝梁聘问，王锡受诏应接北魏使节，以博学多通被刘善明所叹服。二十四岁时被任命为尚书吏部郎中，固辞不拜，隐居家中，不交宾客。中大通六年去世，追赠侍中，谥贞子。

## 子孙
- 子：王㳬，尚庐陵长公主。在西梁官至侍中、吏部尚书。梁明帝天保四年（565年），去世。
  - 孙：王瓘，有文词，黄门侍郎。
- 子：王湜，方雅有器识，以风范方正，为当时所重。在西梁官至都官尚书。梁明帝天保二十年（581年），去世。
  - 孙：王怀，西梁秘书郎，隋沔阳令。[3]